# República de China en los Juegos Olímpicos de Londres 1948
La República de China estuvo representada en los Juegos Olímpicos de Londres 1948 por un total de 31 deportistas, 30 hombres y una mujer, que compitieron en 6 deportes.
El portador de la bandera en la ceremonia de apertura fue el jugador de baloncesto Wee Tian Siak. El equipo olímpico no obtuvo ninguna medalla en estos Juegos.